# 아이거 익스프레스

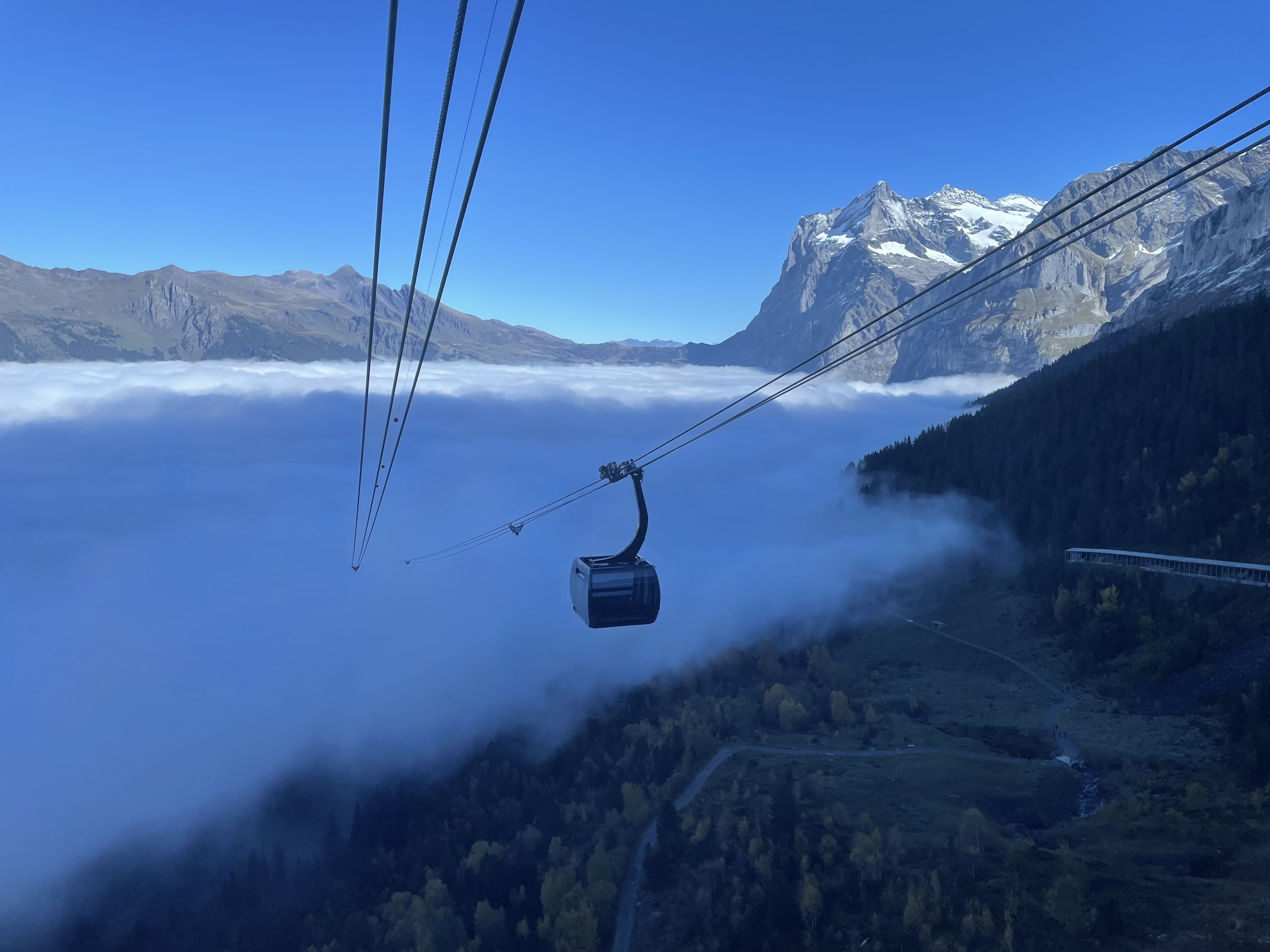
아이거 익스프레스

아이거 익스프레스(EIGER EXPRESS)는 그린델발트 터미널을 출발하여, 아이거글레처까지 운행하는 3중 케이블 곤돌라이다. V-반 프로젝트의 일환으로 2020년 12월 4일에 개통되었다. 그린델발트-멘리헨 곤돌라 케이블카와 함께 그린델발트 터미날을 기점으로 V-케이블웨이를 구성한다.
그린델발트에서 아이거글레처역까지 단 15분 만에 이동할 수 있다. 직접 환승 옵션을 사용하면 유럽의 정상인 융프라우요흐에 도착하고 슬로프를 이전보다 47분 더 빠르게 이동할 수 있다.

## 역사

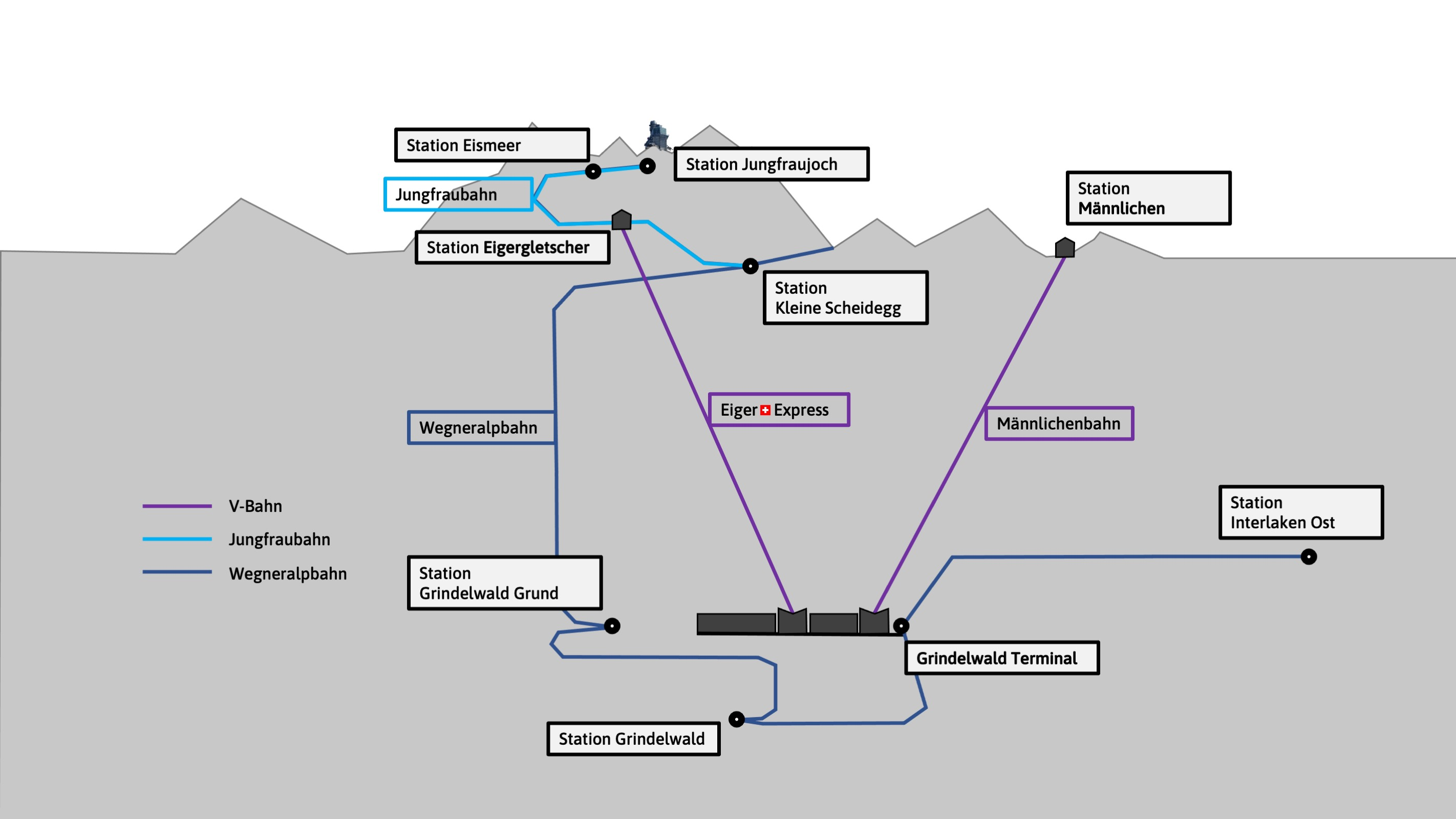
V-케이블웨이

8개 부분으로 구성된 V-반 프로젝트는 2012년 12월 19일에 발표되었다.
공식 기공식은 2018년 7월 3일에 거행되었다. 그린델발트-멘리헨 곤돌라 리프트 건설이 6월 11일에 시작되었다. 아이거 익스프레스의 첫 마스트는 2018년 12월 18일에 인도되었다. 2019년 3월 15일, 새로운 삼륜 곤돌라 아이거 익스프레스를 위한 아이거글레처 산악 역의 연결 터널 돌파를 기념했다. 2019년 3월 31일 기존에 이용하던 그린델발트-멘리헨 곤돌라가 폐쇄되었고, 4월에 곤돌라가 철거되었다. 2019년 7월과 8월에 아이거 익스프레스의 견인과 서스펜션 케이블을 위한 여러 건의 대형 운송이 다시 이루어졌다. 아이거 익스프레스는 2020년 5월부터 설치되었으며, 여름에는 케이블 풀과 케이블 연결이 이어졌다. 2020년 9월부터 현대식 26인승 캐빈으로 첫 시승을 했다.
V-케이블웨이는 2020년 12월 4일에 개통되었다. 코로나 바이러스 전염병에 대한 봉쇄 조치로 인해 소규모로만 시작될 수 있었다.

## 같이 보기
- 그린델발트-멘리헨 곤돌라 케이블카